# Polypoetes nubilosa
Polypoetes nubilosa är en fjärilsart som beskrevs av W. Warren 1900. Polypoetes nubilosa ingår i släktet Polypoetes och familjen tandspinnare. Inga underarter finns listade i Catalogue of Life.